# Humbert de Savoie (mort en 1374)
Pour les articles homonymes, voir Humbert de Savoie.
Humbert de Savoie dit le « Bâtard de Savoie » , mort en 1374, est un seigneur, fils naturel du comte Aymon de Savoie et ainsi demi-frère du futur comte Amédée VI de Savoie.

## Biographie

### Origine
Humbert est le fils naturel du comte Aymon de Savoie.
Il porte le prénom d'Humbert, nom du fondateur dynastique des Savoie (en allemand Leitname), le comte Humbert, et utilisé entre le milieu du XIVe siècle et le XVe siècle pour prénommer les grands bâtards comtaux. Après lui, un Humbert (d.1443) bâtard du comte Amédée VII de Savoie est seigneur régional important au cours du XVe siècle.

### Héritage d'Arvillard
Au cours de l'année 1339 ou 1340, Humbert de Savoie, alors seigneur d'Enclose, est au côté de l'ost savoyard, avec à leur tête le comte Aymon de Savoie, auprès du roi de France, Philippe VI de Valois, afin de mener campagne dans le Nord du royaume. Au nombre des morts dans les rangs savoyards, le chevalier Pierre ou Peronet (II) seigneur d'Arvillard, représentant de la branche aînée et seigneur d'Arvillard (vallée d'Allevard). Il laisse quatre enfants, deux fils et deux filles. « Pour éviter que cette région du val d'Allevard, si stratégique pour le comte de Savoie, n'atterrisse dans de mauvaises mains, celui-ci décide de marier » son fils naturel avec l'une des héritières Andise (Andisie, Andize),,.
Le contrat de mariage est signé le 28 juin 1341, au château de Saint-Genix,,. Le comte et sa femme sont présents le jour de la signature de même que de nombreux seigneurs, dont le comte Amédée III de Genève. Les héritiers, notamment la veuve de Pierre (II), sont écartés de la succession afin que le titre entre dans le giron de la maison de Savoie. L'épouse apporte en dot le mandement et le château d'Arvillard et les droits associés (in castro et mandamento de Alto Vilario). Ce mariage donne ainsi naissance à une branche bâtarde de la maison de Savoie, les Savoie-Arvillard,.
Il porte désormais le titre de seigneur d'Arvillard et des Molettes (principibus dominis Humberto bastardo de Sabaudie domino Altivilaris).

### Seigneur au service du comte
Le comte Aymon meurt le 22 juin 1343 et son fils aîné, Amédée VI de Savoie, lui succède à la tête du comté de Savoie. Au cours de cette année, il est bailli du Chablais et châtelain de Chillon,,.
Il est régulièrement mentionné dans l'entourage direct du comte dans les différents actes. Un acte édité le 8 février 1344 le mentionne comme vassal direct du roi de France.
Au cours du règne de son demi-frère, Amédée VI, il est à plusieurs occasions châtelain. Du 8 juin 1345 au 16 juin 1346, il est châtelain de Montmélian, puis du 16 juin 1346 au 12 février 1351, châtelain de Maurienne, et du 15 août 1351 au 4 novembre 1352, châtelain du Châtelard,, dans les Bauges. Il obtient également la charge de courrier « ou corrier, sorte d'administrateur et un juge » de la Terre commune de Maurienne de 1357 à sa mort. Il est, ensuite, châtelain de Tarentaise, du 5 novembre 1352 au 22 mai 1357. Il revient en Savoie, de 1357 à 1373 (ou 1374), où il est à nouveau châtelain de Montmélian et bailli de Savoie,.
Selon Samuel Guichenon, il épouse en secondes noces Marguerite de Chevron Villette, dame de l'Orme, fille du chevalier Humbert V de Chevron.
Humbert de Savoie meurt au cours de l'année 1374.

## Famille
Humbert de Savoie épouse Andise, dame d'Arvillard, fille de Pierre II ou Peronet d'Arvillard et de Jacqueline ou Jacquette de Ternier,. Ils ont deux enfants, Catherine et Humbert,. Catherine de Savoie épouse en premières noces Guillaume, seigneur de Luyrieu (1356), puis en secondes Berlion de Rivoire (1380). Le fils, Humbert (II) dit d'Arvillard (de Altovilarii) plutôt que de Savoie, après un premier mariage sans descendance, épouse Catherine des Clets avec qui il a trois enfants et Antoine (non mentionné par Foras),. Il semble avoir succédé à son père à la tête de la châtellenie de Montmélian, comme bailli-châtelain (1373-1375),.
Il épouse en secondes noces Marguerite de Chevron Villette. Samuel Guichenon indique en postérité un Amédée ou Amé, seigneur des Molettes et de l'Orme qui épouse également une Chevron-Villette.
Humbert de Savoie a eu au moins un enfant naturel, Hugonet.